# 烏克蘭國旗日
烏克蘭國旗日（羅馬化：Den Derzhavnoho prapora Ukrainy）為自2004年起的每年8月23日，即烏克蘭獨立日的前一天，而之前在基輔則以7月24日認定為國旗日。在1990年7月24日，基輔市議會舉行升旗儀式，以黃藍樣式的烏克蘭國旗首次在市議會前被升起。而自1992年以來，烏克蘭在每年的8月24日慶祝獨立日。